# Tramonto sull'Elba
Tramonto sull'Elba è un romanzo scritto da Luigi Berti e pubblicato nel 1962.

## Vicenda
La storia si svolge durante la crisi che ai primi del XX secolo colse in Italia la marineria a vela, venendo sostituita dalle navi a vapore. 
Nel paese di Rio Marina giunge l'ingegnere Enrico De Silva, addetto alla costruzione di una nuova centrale elettrica, insieme alla moglie Ermellina e alla figlia Regina, ragazza davvero affascinante. Questa, in un primo momento viene avvicinata dal figlio del potente del luogo: il Commendator Conte, Roberto Streppini, che arriva però ad importunarla. A quest'ultimo si sostituisce Cleto Rignoni, figlio di Sor Giuseppe, armatore di brigantini a vela, un pittore che le fa conoscere le bellezze dell'isola, tant'è che i due si innamorano. Le famiglie dei due fidanzati li appoggiano e iniziano pertanto a conoscersi.
Nel frattempo gli affari per Sor Giuseppe vanno male, ma questi non lesina di aiutare i suoi dipendenti e di opporsi alle angherie del Commendator Conte, con cui è in conflitto da molti anni.

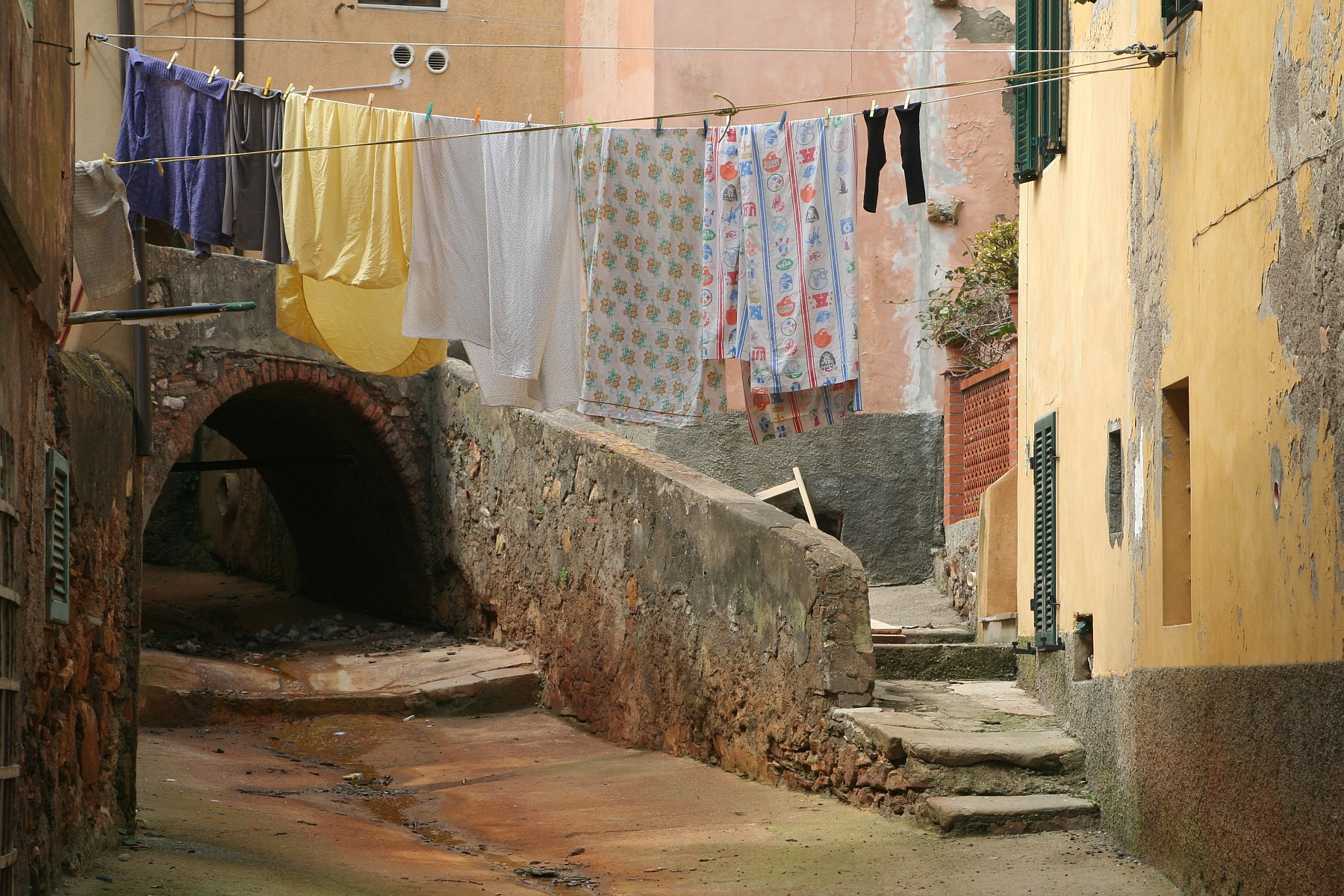
Il Borgo di Rio Merina

Intanto l'ingegnere ha concluso i suoi la costruzione della centrale elettrica e spinge il futuro genero a vendere i vecchi brigantini al Commendator Conte, rappresentante della Società Mineraria, seppur abbia compreso che persona negativa sia, al fine di ricavarci qualcosa e di non rimanere in perdita.; riscontra però la netta opposizione di Sor Giuseppe che si rifiuta, accorgendosi della diverse mentalità di questo, legata ancora al passato. 
Un giorno l'ingegnere, dopo aver cercato la disponibilità del Commendator Conte, va alla ricerca di Sor Giuseppe, che non trova da nessuna parte, intuisce però da notizie avute che sia andato in alto mare a far affondare le sue barche piuttosto che vederle in mano del Commendator Conte. Irritato da ciò convince la moglie e la figlia a spezzare il fidanzamento con Cleto e a lasciare l'isola dove regna una mentalità arretrata non adatta a lui, portatore del progresso.
Quando ritornano Cleto e Sor Giuseppe, che invece non erano andati a far affondare le navi ma a trovare altri possibili acquirenti, rimangono attoniti davanti al fatto compiuto, non potendovi porre rimedio.

## Analisi dell'opera
Luigi Berti infonde tanto dell'esperienza personale, in particolare del periodo giovanile, quando lavorava nella marineria, in questo suo lavoro. Egli mostra la lotta fra vapore e vela, fra prosa e poesia, mettendolo in comparazione con l'amore fra Cleto, pittore e persona dall'animo poetico, e Regina, figlia di gente di città con una visione della vita più aperta ma anche meno poetica. Si combattono pertanto le forze primigenie dell'isola e la bellissima e raffinata eroina in esse capitata, che però non può capire o tutt'al più le sfiora (come succede al padre), senza afferrarne il senso profondo e universale. Lo scrittore riesce così a mettere in luce i contrasti che si creano fra nuovo e antico, fra tecnologia e poesia.